# Padergnone
Padergnone település Olaszországban, Trento megyében.  Padergnone Calavino, Trento és Vezzano községekkel határos.

## Népesség
A település népességének változása: